# Guerra Mojeña
A Guerra Mojeña foi um conflito militar que ocorreu, a partir de 1763, entre o Império Português e o Império Espanhol, vencido pelo portugueses, que envolveu a disputa de uma pequena porção de terra na margem norte do Rio Guaporé que atualmente pertence ao Estado brasileiro de Rondônia. Nesse conflito prevaleceu a tese do Império Português de que o Rio Guaporé deveria servir de fronteira entre os dois Impérios naquela parte da Floresta Amazônica. Atualmente o Rio Guaporé serve de fronteira entre a Bolívia, ao sul, e o Estado de Rondônia, na margem setentrional.

## Antecedentes

### A ocupação portuguesa da margem norte do Rio Guaporé
Em 1732, alguns garimpeiros de Cuiabá começaram a se deslocar em direção à bacia do Rio Guaporé, para fazer prospecções em terras habitadas por nativos na etnia "paresi".
Em 1734, uma expedição liderada pelos irmãos bandeirantes Paes de Barros encontraram ouro na faixa de terras entre os rios Sararé e Galera e em seus afluentes, que nasciam na Chapada dos Parecis, na época denominada Chapada de São Francisco Xavier. Esses garimpos ocorreram nas nascentes dos rios Guaporé e Juruena.
A partir de 1738, há registros de extração de ouro no Rio Corumbiara, um afluente da margem setentrional do Rio Guaporé. Essa extração durou cerca de 8 anos e resultou, em 1746, na fundação de um arraial na Ilha Comprida no Rio Guaporé, que teve breve duração, pois, relata-se que, em 1752, estava despovoado.
A mineração levou ao desenvolvimento de outras atividades econômicas na região, para abastecer os mineradores, em uma região distante de outros centro produtores e na qual os comboios de abastecimento estavam sujeitos a ataques de nativos de etnias como os Paiaguás e os Guaicurus, como: a plantação de roças, a pesca e a criação de rebanhos bovino e equinos.
Em 1740, representantes locais e negociantes de Cuiabá enviaram uma comitiva, com o apoio do Ouvidor Geral daquela Comarca, João Gonçalves Pereira, composta de quatro sertanistas, comandados por Antônio Pinheiro de Faria, à "San Rafael de los Chiquitos", cidade que atualmente fica na Bolívia, junto à fronteira com o Brasil, com o objetivo oficial de fazer "negociações comerciais". Essa comitiva ficou conhecida na época como "bandeirinha de 1740".
A expedição também tinha objetivos exploratórios, ou seja, pretendia mapear caminhos para o estabelecimento de rotas comerciais e espionar as reduções jesuíticas da região.
Antônio Pinheiro de Faria, que fora "investido" com o título de embaixador, levava consigo credenciais de apresentação, cartas a comerciantes e fidalgos do Rio da Prata e presentes aos anfitriões. O envio dessa comitiva custou meia arroba de ouro.
A comitiva foi bem recebida San Rafael de los Chiquitos e retornou à Cuiabá em novembro de 1740. Por outro lados, os jesuítas espanhóis comunicaram a inesperada visita às autoridades espanholas, tanto eclesiásticas como civis. Outro aspecto é que essa comitiva não tinha amparo de autoridades superiores do Império Português sediadas em São Paulo, Salvador ou Lisboa.
Ao tomarem conhecimento dos fatos, tanto a coroa portuguesa quanto a espanhola, decidiram proibir qualquer comunicação entre os vassalos dos impérios rivais naquela zona de fronteira.
Em 1742, foi enviada uma nova expedição para descer o curso do Rio Guaporé, composta por dez integrantes: seis paulistas e quatro portugueses, além de criados e escravos. O objetivo dessa nova expedição era estabelecer relações comerciais com as missões jesuíticas situados nos "Llanos de Mojos", pois havia um forte interesse na compra de gado bovino.
Essa expedição, que partiu do arraial São Francisco Xavier, era composta por:
- Paulistas: Tristão da Cunha Gago, João de Borba Gato, Matheus Correya Leme, Francisco Leme do Prado, Francisco Borges de Miranda e Dionísio Bicudo;
- Portugueses: Manuel Felix de Lima, Joaquim Ferreira Chaves, Vicente Pereira de Asumpção e Manuel Freitas Machado.

Após enfrentarem dificuldades ao longo do caminho, o grupo se separou em dois, com a dissidência de Tristão da Cunha Gago e Borba Gato, o grupo principal continuou a expedição que passou a ser chefiada por Manuel Félix e seguiria a viagem, alcançado as missões jesuíticas de São Miguel, Santa Maria Madalena e Exaltação de Santa Cruz.
Na redução de Santa Maria Madalena, os primeiros contatos previam a venda do gado, enquanto na redução de São Miguel o rebanho estava em formação e, desse modo não havia interesse na venda.
Com o intuito de comprar mais gado, o grupo se dividiu novamente, de modo que:
- O grupo liderado por Prado, Mateus e Verneque foi para a redução de "Exaltação de Santa Cruz", à margem do Rio Mamoré. No então, naquela redução, os jesuítas já tinham recebido ordens de seus superiores hierárquicos para rechaçar quaisquer aproximações com os portugueses;

- O grupo liderado por Manuel Felix, desceu o Rio Guaporé e prosseguiu viagem pelo Rio Madeira até chegar no Pará, onde Manuel Machado e Manuel Felix foram presos e enviados a Lisboa, por violar uma lei de 27 de outubro de 1733, que proibia a busca de caminhos novos para entrar ou sair de quaisquer minas estabelecidas.

Entre 1743 a 1752, ocorreram pelo menos sete expedições, que estabeleceram uma nova rota comercial, interligando as minas de Mato Grosso com o governo do Pará, dentre essas expedições, podem-se citar as realizadas em 
- 1743, liderada por Barbosa de Sá e Francisco Leme do Prado, que resultou em um relatório minucioso sobre a geografia e a etnografia do Rio Guaporé;
- 1744, liderada por Miguel da Silva e Gaspar Barboza Lima, que obteve pouco sucesso;
- 1746, liderada por José de Souza Azevedo, que desceu o Rio Tapajós;
- 1747, liderada por José Leme do Prado e Francisco Xavier de Abreu, que também desceu o Rio Tapajós;
- 1749, liderada por João de Souza Azevedo, que subiu o Rio Tapajós com o primeiro a primeira carregamento de mercadorias oriundas do Pará com destino às minas do Mato Grosso, onde chegou 10 de julho;
- 1749, liderada por José Gonçalves da Fonseca, ex-secretário do Governador da Capitania de Grão Pará, que saiu de Belém do Pará no dia 14 de julho, com o objetivo de fazer o levantamento da navegação do Rio Madeira e seus afluentes;
- 1750, que subiu os rios da Bacia Amazônica, trazendo tropas, e chegou ao destino (Mato Grosso) em abril; e
- 1752, que trouxe diversas mercadorias do Pará.

A partir de 1752, o comércio da Capitania de Mato Grosso passou a ser realizado, preferencialmente, com o Pará.
Em 1748, foi fundada a Capitania de Mato Grosso, com a reunião dos distritos de Mato Grosso e Cuiabá, que teve como primeiro governador Antônio Rolim de Moura Tavares.
Em 1751, Rolim de Moura recebeu uma instrução régia que ordenava:
- uma política de contenção aos ataques dos paiaguás e caiapó e à proteção aos parecis, que eram considerados mansos;
- a fundação de missões ou aldeias administrativas para os nativos mansos, com o objetivo de transformar tais nativos em vassalos luso-brasileiros, como se brancos fossem;
- tratar os nativos mansos com respeito e urbanidade[1];

Em 12 de março de 1752, foi fundada a Vila Bela da Santíssima Trindade, que seria a nova capital da Capitania de Mato Grosso.

### A ocupação espanhola da margem sul e de uma porção da margem norte do Rio Guaporé
Os espanhóis acreditavam na lenda do "El Dorado de Mojos" estaria localizado nas terras baixas a leste de Cuzco e ao norte do Paraguai, portanto, na área correspondente aos "Llanos de Mojos".
A partir de 1536, ocorreram várias tentativas de penetração na região, a partir de expedições por expedições saíram de Cuzco e Assunção:
- Em 1543, Cabeza de Vaca, partiu de Puerto de los Reyes, com trezentos homens e alguns cavalos, tentou abrir um caminho pelo norte do território habitado pelos chiquitos, tentando chegar até o Peru, mas fracassou.

- Em 1548, Ñuflo de Chávez, partiu do "Puerto de San Fernando" que atravessou território habitado pelos chiquitos, mas não encontrou o "El Dorado de Mojos".

- Em 1558, Ñuflo de Chávez, partiu com o objetivo inicial de fundar um povoado na região da Lagoa dos Xaraiés (Pantanal Matogrossense), que, no entendimento da época, corresponderia as nascentes do Rio Paraguai, mas que foi desviada para oeste para buscar uma "terra rica" e que resultou na fundação da cidade de Santa Cruz de la Sierra, que se converteria em um ponto de partida de novas expedições em direção aos "Llanos de Mojos", pois naquela região estão as nascentes do Rio Grande (também conhecido como Guapay), que é um dos principais afluentes do Rio Mamoré, que ao norte terá seu encontro com o Rio Guaporé.

Além das expedições que partiram do Vice-Reino do Rio da Prata, existiram outras que partiram do Vice-Reino do Peru em busca do "El Dorado de Mojos":
- Em 1539, Candia foi enviado por Francisco Pizarro, liderando um expedição com duzentos homens, para explorar terras a leste de Cuzco, mas chegou apenas até Opatari a trinta léguas do ponto de partida, pois houve uma rebelião dos homens que o acompanhavam;
- Expedição de Pedro de Anzures, que seguiu para leste pela rota de Camata, com os homens que participaram da expedição de Candia, chegou aos "Llanos de Mojos", mas houve uma grande falta de alimentos que obrigou os expedicionários a retornar ao Peru;
- No final de 1561, o Conde de Nieva, Vice-Rei do Peru, enviou uma expedição, liderada por Juan Nieto, para seguir para leste pela rota de Camata e fundar um povoado, essa expedição chegou a Apolobamba, foi bem recebida por nativos da etnia dos chunchos e retornou três meses depois;
- Em 1562, Antón de Gastos, partiu de Cochabamba liderando uma pequena expedição que explorou a região de "Llanos de Mojos";
- Em 1563, Diego Alemán liderou uma expedição, autorizada do Conde de Nieva, que passou por Cochabamba e ingressou na região de "Llanos de Mojos". Após passar pela montanhas orientais chegou a Pauma, povoado habitado por nativos da etnia pomay, onde foi morto pelo nativos;
- Em 1565, Luján liderou uma expedição, autorizada pela Audiência de Charcas, que passou por Cochabamba e ingressou na região de "Llanos de Mojos" em busca de minas. Luján foi morto pelos nativos, juntamente com oito companheiros;
- Em 1567, Juan Alvarez Maldonado partiu com uma expedição das proximidades Cuzco em direção ao leste para fundar uma nova província. Passou por Opatari e chegou até Toromonas, mas não conseguiu se manter. Em 1569, retornou ao Peru, passando por San Juan del Oro;
- Em 1569, uma expedição, com setenta homens, liderada por Cuéllar y Ortega, partiu do Peru, passou por Cochabamba, mas foi suspensa por ordem da Audiencia de Charcas, por não possuir autorização.

Os jesuítas, começaram a chegar na região, a partir da fundação de colégios em: Cuzco (1571), em Potosí (1576) e La Paz (1580). Em 1587, os Padres Diego Samaniego e Diego Martínez criaram uma residência em Santa Cruz de la Sierra. Em 1590, essa residência contava com 4 padres, os fundadores, aos quais se juntaram Ângelo Monitola e Jerônimo de Andión.
A partir de 1597, os jesuítas que residiam em Santa Cruz de la Sierra começaram atuar nas regiões onde seriam estabelecidas as reduções nas regiões habitadas por chiquitos e por mojos.
Os primeiros jesuítas que penetraram na região acompanhavam expedições militares no final do Século XVI, como Juan Soto que incorporou-se a uma dessas expedições como cirurgião e ao chegar a uma importante aldeia mojeña, pediu e obteve permissão do chefe para predicar aos nativos de língua arauque. Durante a predicação tentou convencer os nativos a cooperarem com os espanhóis que seriam "terríveis com seus inimigos, mas muito corteses e amáveis com seus amigos".
Ao avaliar que os nativos poderiam ser convertidos, Juan Soto solicitou ao seu superior em Santa Cruz de la Sierra a permissão para realizar novos contatos e estabelecer missões nas regiões habitadas pelos mojos. Desse modo, em 1668, Soto partiu em direção aos "Llanos de Mojos", acompanhado pelos padres José Bermudo e Julián de Aller. Chegando aos "Llanos de Mojos", esses missionário residiram algum tempo entre os mojos, mas não tiveram êxito imediato na conversão e regressaram a San Lorenzo sem maiores resultados.
Em 1674, os jesuítas José de Castillo, Pedro Marbán e Cipriano Barace ingressaram na região habitada pelos mojos. Dessa vez, para facilitar a aproximação com os nativos, levaram consigo uma considerável quantidade de presentes, tais como: anzóis, agulhas, espelhos e outros objetos.
Um dos elementos que levou os nativos a viver nas reduções jesuíticas, foi o acesso às tecnologias europeias que levaram à melhorias na qualidade de vida. Desse modo tiveram acesso a ferramentas de metal, novos tipos de plantações e materiais de construção.
Em 1682, foi fundada a primeira redução jesuítica na região, denominada como: "Nuestra Señora de Loreto", que serviria de base para a fundação de novas reduções jesuíticas na região de "LLanos de Mojos" ao longo do Rio Mamoré e nos pampas ocidentais, tais como:
- "Santísima Trinidad", em 1687, por Cipriano Barace;
- "San Ignacio", em 1689, por Juan de Montenegro e Agustín Zapata;
- "San Javier", em 1691;
- "San José", em 1691;
- "San Francisco de Borja", em 1693;
- "Desposorios de Nuestra Señora I", em 1694;
- "San Miguel I", em 1696, na margem sul do Rio Guaporé;
- "San Pedro", em 1697; e
- "San Luiz", em 1698.

Entre 1700 e 1720, houve a segunda etapa de expansão das reduções jesuíticas na região, descendo o curso do Rio Mamoré, que corre na direção sul-norte, até a confluência com o Rio Guaporé. Essa etapa resultou na fundação das seguintes reduções:
- "San Pablo", em 1703;
- "Santa Rosa I", em 1705;
- "Concepción", em 1708;
- "Exaltación", em 1709;
- "San Joaquin", em 1709;
- "Tres Santos Reyes", em 1710;
- "San Juan Bautista", em 1710;
- "San Martin", em 1717;
- "Santa Ana", em 1719; e
- "Santa Maria Magdalena", em 1720.

Entre 1720 e 1750, houve a terceira etapa, que consolidou a penetração em na região habitada pelos baures até a bacia do rio Guaporé, onde seriam fundadas:
- "Desposorios de Nuestra Señora II", em 1723;
- "San Miguel II", em 1725;
- "Patrocínio de Nuestra Señora", em 1730;
- "San Nicolas", em 1740;
- "Santa Rosa II", em 1743; e
- "San Simón" (1744)[2].

#### Reduções jesuíticas instaladas na margem setentrional do Rio Guaporé
Dentre essas reduções, merecem especial destaque as de: "São Miguel II", fundada em 1725; "Santa Rosa II", fundada em janeiro de 1743; e de "São Simão", fundada em 1743; por estarem situadas na margem setentrional do Rio Guaporé, cujo território seria objeto de litígio durante a "Guerra Mojeña".
São Miguel II, em 1748, era habitada por 3.444 nativos da etnia moré de dirigida por Gaspar de Padro.
Santa Rosa II, por Atanásio Teodoro e João Brand, próxima à confluência com o Rio Mamoré, foi inicialmente habitada por nativos da etnia ariconi, aos quais, posteriormente se juntaram nativos de outras etnias, como rocoronos, pechuius e guarayos. Em 1749, estimou-se que sua população era de cerca de 500 habitantes.
São Simão, era habitada por causinos, cagecerês e morés, e, em 1749, dirigida por Raymundo Laynés.
Em 1750, foi assinado o Tratado de Madri, que estabeleceu novos limites entre os domínios do Império Espanhol e do Império Português na América do Sul.
Nesse contexto, os jesuítas acharam mais prudente deslocar as reduções instaladas na margem norte do Rio Guaporé para a margem sul daquele rio, processo que completou-se em 1754.

### O Princípio "uti possidetis, ita possideatis" (como possui, continuais possuindo)
Em 1750, os Impérios Português e Espanhol, assinaram o Tratado de Madri, que determinou que as fronteiras entre os domínios daqueles Impérios na América do Sul seriam determinados por meio do Princípio "uti possidetis, ita possideatis" (como possui, continuais possuindo). Existem dois importantes critérios para aplicação desse Princípio:
- o dominium (sobre o espaço geográfico); e
- o imperium (sobre as pessoas).

De acordo com esse Princípio, existem as seguintes modalidades de incorporação territorial:
1. por ocupação violenta ou pacífica;
2. por acessão, quando há a incorporação de um trecho acessório, proposto pela natureza;
3. por convenção, quando os Estados interessados concordam em cessões ou trocas;
4. por proscrição, quando havendo proprietário anterior, este não "assumiu" a soberania de uma área, "abandonando-a"[2].

## Aumento da tensão
Em 1756, teve início na Europa, a Guerra dos Sete Anos, da qual os Impérios Português e Espanhol participariam em lados opostos.
No dia 3 de setembro de 1759, foi decretada a expulsão dos jesuítas do Império Português.
No dia 21 de fevereiro 1760, por ordem de Rolim de Moura, tropas portuguesas ocuparam o lugar onde antes estava situada a Redução de Santa Rosa II, onde foi construído um pequeno povoado e a Fortaleza de Nossa Senhora da Conceição.
No dia 21 de março de 1760, o superior das missões de Mojos, Juan de Beingolea, enviou uma carta a Rolim de Moura na qual protestava contra a ocupação portuguesa do lugar onde antes estava situada a Redução de Santa Rosa II, que foi objeto de resposta enviada no dia 07 de abril de 1760.
No dia 11 de junho de 1760, Juan de Beingolea enviou nova uma carta a Rolim de Moura na qual também protestava contra a ocupação portuguesa do lugar onde antes estava situada a Redução de Santa Rosa II.
No dia 31 de julho de 1760, o Governador de Santa Cruz de la Sierra, Alonso Verdugo, se dirigiu à redução de São Pedro, que era a redução que servia de "capital" das reduções jesuíticas entre os mojos e onde chegou no dia 26 de agosto de 1760. Na ocasião, Alonso:
1. procurou obter informações sobre o espaço onde estavam estabelecidas estas reduções, como era a comunicação e a distância entre elas (por terra e por rio), se havia armas e pessoas capazes de manejá-las, se era possível o uso de cavalaria, que tipo de mantimentos estas reduções poderiam oferecer às tropas que seriam enviadas, além é claro, de saber qual era a distância que separava a nova Redução de Santa Rosa II do antigo lugar daquela redução;
2. recebeu relatos de que os portugueses tinham realizado saques contra a nova Redução de Santa Rosa II, que tinha levado muitos nativos a deixar o lugar para se refugiar na Redução de São Pedro.

Depois, Alonso seguiu viagem até chegar, no dia 17 de setembro de 1760, à nova Redução de Santa Rosa II, de onde, no dia 5 de outubro, enviou um ultimato à Rolim de Moura, para que esse, se desfizesse da fortificação e retirasse suas armas de guerra, em um prazo de três meses, sob pena de enfrentar as consequências por ter tomado posse de terras pertencentes à coroa espanhola. Esse ultimato foi objeto de resposta no dia 25 de outubro de 1760.
No dia 06 de dezembro de 1760, a Real Audiência de la Plata solicitou ao Vice-rei do Peru, José Manso de Velasco, a liberação de recursos necessários para fazer uma expedição militar para conter os avanços portugueses na região. Além dessa solicitação, a Real Audiência enviou ordens para que o governador Alonso Verdugo permanecesse nas missões para providenciar o alistamento das milícias.
Enquanto isso, os monarcas de ambos os Impérios estavam em conversações que resultariam na revisão do Tratado de Madri, por meio do Tratado de El Pardo que seria assinado em 12 de fevereiro de 1761. Entretanto, esse novo tratado não delimitou bem o traçado das fronteiras na região amazônica.
Nesse contexto de negociações, em janeiro de 1761, chegaram à Buenos Aires ordens do Rei Carlos III para continuar a empregar meios pacíficos para obter a restituição da antiga Redução de Santa Rosa II, mas que também previam o emprego do uso da força, no caso de novos insucessos dos meios diplomáticos.
Quando Alonso Verdugo recebeu as novas ordens, comunicou à Rolim de Moura que entendia que o Tratado de Madri tinha sido anulado e exigiu a retirada das tropas portuguesas do território da antiga Redução de Santa Rosa II. Em resposta, Rolim de Moura afirmou que entendia que o Tratado de Madri não poderia ser anulado sem o consentimento e o comum acordo de ambas coroas, sendo assim, elas se encarregariam de passar ordens de como cada governador deveria proceder em suas repartições.
Nessa época, houve também um incentivo dos portugueses para que nativos se estabelecessem na margem setentrional do Rio Guaporé, onde não havia a presença de jesuítas. Nesse contexto, em 31 de maio de 1761, foi publicada a "Ley da Liberdade geral de todos os Índios da Capitania do Mato Grosso".
Por outro lado, escravos fugitivos de senhores na Capitania de Mato Grosso, buscavam refúgio na margem sul do Rio Guaporé, de onde conseguiam chegar até regiões mais ao sul, onde formavam comunidades e se integravam à sociedade local.

## Preparativos
Com o aumento das tensões, Rolim de Moura reforçou o contingente da Fortaleza de Nossa Senhora da Conceição e solicitou ajuda das Capitania de Goiás e do Estado do Grão Pará e Maranhão. Da Capitania de Goiás recebeu tropas e ouro para o pagamento das despesas da Fortaleza de Nossa Senhora da Conceição. Do Estado do Grão Pará e Maranhão, solicitou: pólvora, balas, munições e soldados.
Enquanto isso, Alonso Verdugo solicitou aos jesuítas que as reduções fornecessem gado para o sustento da tropa e plantassem mais roças, ajudassem a construir: barcos, canhões, balas de artilharias e um caminho por terra que ligasse a Redução de Buenavista de Chiquitos à redução de São Pedro em Mojos para facilitar o deslocamento das tropas. Além disso, Verdugo solicitou, à Audiência de la Plata, o envio de fuzis, carabinas, pólvora e tropas. As tropas seriam enviadas de regiões como: Vale Grande, Chilón, Cochabamba, Samaipata e da própria Audiência de la Plata.
Em novembro de 1762, o Rei Carlos III comunicou à Audiência de la Plata que havia declarado guerra ao Rei de Portugal e seus vassalos. Estas declaração era decorrente da entrada da Espanha, ao lado França, no conflito que ficaria conhecido como a Guerra dos Sete Anos.
Nesse contexto, o novo Vice-Rei do Peru, Manuel Amat y Juniet, designou Juan de Pestaña, então presidente da Audiência de la Plata, como comandante de uma campanha militar que tinha como objetivos: expulsar os portugueses do lugar onde antes estava situada a Redução de Santa Rosa II e das duas vilas da Capitania de Mato Grosso: a Vila Bela da Santíssima Trindade e a Vila Real do Cuiabá, enquanto que o Alonso Verdugo seguiria as tropas como um simples oficial.
A tática espanhola era a de impedir que os portugueses, aquartelados na Fortaleza de Nossa Senhora da Conceição, recebessem comunicação e socorro vindos da Vila Bela da Santíssima Trindade e do Estados do Grão Pará e Maranhão pelos rios Guaporé e Mamoré, respectivamente. Para isto, construíram dois fortes: um na margem oposta da Redução de São Miguel II, entre os Rio Guaporé e o Rio Magdalena, e outro, no Rio Mamoré, próximo à Redução de Exaltação. Os espanhóis também construíram uma bateria em frente à Fortaleza de Nossa Senhora da Conceição, denominada de "La Barranca de San Pedro" e planejavam construir uma fortaleza na barra do Rio Grande para impedir que os portugueses recebessem socorro da Capitania de São Paulo, após a invasão da Capitania de de Mato Grosso. 
Por outro lado, no início de 1763, Rolim de Moura ainda não havia tomado conhecimento de que o Império Espanhol tinha declarado guerra ao Império Português e, ao perceber a movimentação de tropas espanholas na região, decidiu averiguar, junto com seus soldados, o que estava ocorrendo e quando chegou nas proximidades do forte espanhol localizado na margem oposta da redução de  de São Miguel II, foi recebido à bala.
No dia seguinte, um sargento das tropas de Rolim de Moura conseguiu fazer contato com os espanhóis e foi informado pelo sargento espanhol Francisco Antênio de Anguera y Fiorilo, de que a guerra entre os Impérios já havia sido declarada há mais de um ano e de que os Espanhóis pretendiam tomar a Capitania de Mato Grosso.
Nesse contexto, Rolim de Moura ampliou as instalações da Fortaleza de Nossa Senhora da Conceição para acomodar as tropas que vieram do Pará. A situação também exigia melhores alimentos para as tropas, que somente tinham à sua disposição feijão e toucinho.

## Conflitos

### Primeira fase
Para melhorar a alimentação disponível na Fortaleza de Nossa Senhora da Conceição, a partir do dia 15 de março de 1763, o furriel Paulo José Correa foi enviado com um pequeno destacamento para subir o Rio Itonoma e roubar gado das reduções jesuíticas.
Ocorreram três expedições desse tipo bem sucedidas, mas, no dia 12 de abril 1763, a quarta expedição foi emboscada por tropas espanholas que capturaram seu líder e destruíram as embarcações utilizadas pelos expedicionários. Parte dos expedicionários conseguiu retornar a pé e à nado até a Fortaleza de Nossa Senhora da Conceição, onde chegaram no dia 16 de abril.
Depois disso, Rolim de Moura organizou um ataque contra o forte espanhol e a redução jesuítica de São Miguel II. O ataque ao forte espanhol resultou em 37 mortos entre as tropas portuguesas e 12 mortos entre as tropas espanholas, além dos feridos que morreram nos dias posteriores ao confronto. O ataque à redução, resultou na sua completa destruição, além da captura dos padres que dirigiam aquela redução: Juan Rodriguez e Francisco Espíe e diversos nativos.
A destruição daquela redução gerou grandes problemas de abastecimento para as tropas espanholas na região.
Nesse contexto, os portugueses também começaram a organizar expedições para atacar as reduções jesuítas em chiquitos.
No dia 10 de agosto de 1763, Rolim de Moura comunicou à Alonso Verdugo que havia sido assinado um Tratado de Paz em Paris, que pôs fim à Guerra entre os Impérios Português e Espanhol, razão pela qual deveria ocorrer a suspensão das hostilidades e bloqueios feitos nos rios Guaporé e Mamoré.
Em contrapartida, Alonso Verdugo solicitou a soltura dos padres Juan Rodriguez e Francisco Espí, a restituição da Redução de São Miguel II, e a permissão de que suas tropas pudessem retornar, sem hostilidades à Nova Redução de Santa Rosa II.
Em resposta, Rolim de Moura exigiu a libertação do furriel Paulo José Correa e outros militares capturados na emboscada de 12 de abril de 1763.
Em 1764, tais trocas foram realizadas, com os devidos ressarcimentos financeiros de ambos os governos.
Em 1764, também ocorreu a restituição da Redução de São Miguel II, após autorização do Rei José I .

### Segunda fase
Em 1766, o Império Espanhol voltou a enviar tropas para a região para expulsar os portugueses da Fortaleza de Nossa Senhora da Conceição e cortar a comunicação do Rio Guaporé com o Estado do Pará. Os portugueses receberam reforços oriundos do Pará e da Capitania de Goiás.
Entretanto a topografia alagadiça da região dificultou a movimentação das tropas espanholas e os portugueses venceram essa nova etapa do conflito.